# Рико, Диего
Диего Рико Сальгеро (исп. Diego Rico Salguero; родился 23 февраля 1993, Бургос, Испания) — испанский футболист, игрок клуба «Хетафе».

## Карьера
Диего родился в Бургосе, Кастилия-Леон, Рико окончил местную молодёжную систему клуба «Бургос». В июне 2011 года он присоединился к команде молодёжной команде «Реала Сарагосы» — «Ювенти». Рико дебютировал за резервный состав «Реала» в сезоне 2011/12 года, в Сегунде Б, и был быстро повышен до команды B в июле 2012 года. В основном, Диего использовался как игрок на замену во время игры в команде. После травмы Авраама Минеро, летом 2013 года, был переведён в первую команду «Реала». 10 сентября он сыграл свой первый матч в профессиональном футболе, выйдя в проигранной игре против «Депортиво Алавес» в Кубке Испании.